# Malekula
Malekula là một chi bọ cánh cứng trong họ 
Elateridae.
Chi này được miêu tả khoa học năm 1940 bởi Van Zwaluwenburg.

## Các loài
Chi này có các loài:
- Malekula piceus Van Zwaluwenburg, 1940

## Hình ảnh

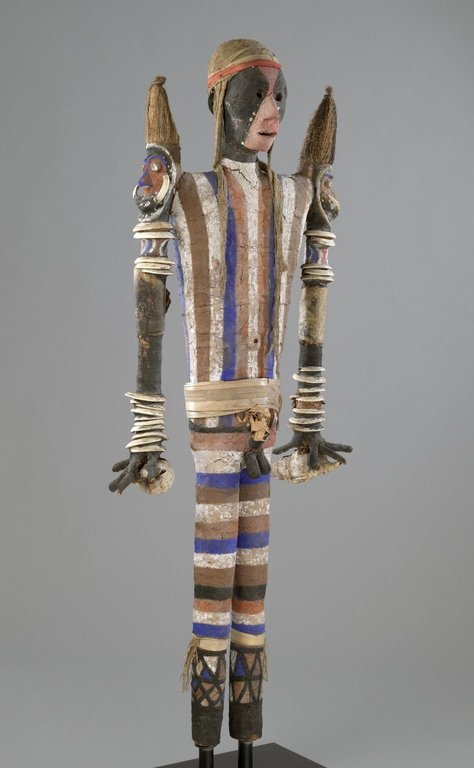